# Pleuroxia adcockiana
Pleuroxia adcockiana är en snäckart som först beskrevs av Bednall 1894.  Pleuroxia adcockiana ingår i släktet Pleuroxia och familjen Camaenidae. Inga underarter finns listade i Catalogue of Life.